# Charles-Arthur Bourgeois
Pour les articles homonymes, voir Bourgeois.
Charles-Arthur Bourgeois, né le 19 mai 1838 à Dijon et mort le 11 novembre 1886 à Paris, est un sculpteur français.

## Biographie
Petit-fils du général Bourgeois, baron de l'Empire, Charles-Arthur Bourgeois est admis à l'École des beaux-arts de Paris le 1er octobre 1857 dans les ateliers de Francisque Duret et de d’Eugène Guillaume.
En 1862, il obtient le prix de la tête d’expression pour La Résignation. Il remporte le premier prix de Rome en 1863 pour La Mort de Nysus et Euryale.
Dès 1863, Bourgeois expose régulièrement au Salon des artistes français. Il reçoit plusieurs médailles, notamment une médaille de troisième classe lors de l’Exposition universelle de 1878. Il reçoit des commandes de l'État.
Il meurt le 11 novembre 1886 à son domicile parisien au 7, rue Stanislas et est inhumé dans la même ville le 13 novembre 1886 au cimetière du Montparnasse (7e division, concession no 732P-1861). Son corps est transféré à l'ossuaire du cimetière du Père-Lachaise à Paris le 2 février 1998.

## Œuvres

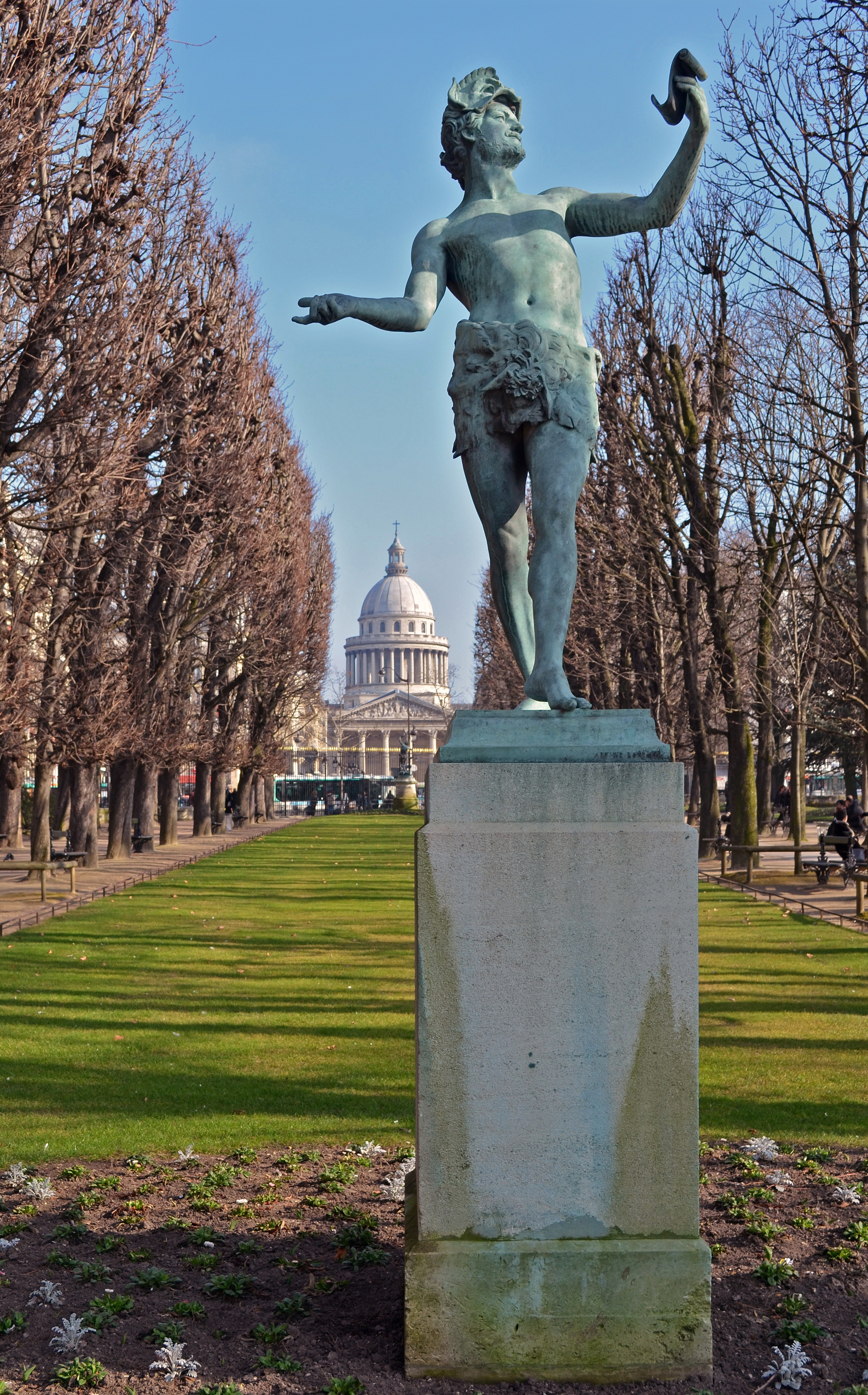
L'Acteur grec (1868), Paris, jardin du Luxembourg.

- Charmeur de serpents ou Danseur nubien, 1862, groupe en bronze, Paris, ménagerie du Jardin des plantes[3]. Le plâtre est conservé à Poitiers au musée Sainte-Croix. La fonderie Marchand en a édité des réductions en bronze.
- Vierge à l’Enfant : terre cuite polychrome, Beire-le-Châtel, église Saint-Laurent.
- La Mort de Nisus et Euryale, prix de Rome de sculpture de 1863, bas-relief en plâtre, Paris, École nationale supérieure des beaux-arts[4].
- Laveuse arabe, Salon de 1868, localisation inconnue.
- La Pythie de Delphes, Salon de 1868, le marbre est présenté à l'Exposition universelle de 1878, Narbonne, square Vincent-Hyspa, inauguré en 1897[5].
- L'Acteur grec, Salon de 1868, statue en bronze, présentée ensuite à l’Exposition universelle de 1878 où l'œuvre obtient une médaille de troisième classe. L’acteur, un masque relevé sur le front, répète son rôle en récitant son texte écrit sur un parchemin. D’abord déposé au théâtre de l’Odéon, il orne désormais le jardin du Luxembourg à Paris.
- Esclave, Salon de 1873, localisation inconnue.
- Saint-Joachim, Salon de 1873, Paris, église Saint-Eustache.
- La Religion, Salon de 1875, statue en pierre, Paris, chapelle de la Sorbonne, fronton de la façade septentrionale[6].
- Buste de Lamartine, 1878, Paris, Institut de France.
- Héro et Léandre, Salon de 1878, groupe en plâtre[7].
- La Moisson, Salon de 1878, Paris, jardin des Tuileries.
- L’Amérique du Sud, Salon de 1878, localisation inconnue.
- Le Cardinal Mathieu, archevêque de Besançon, 1880, statue en marbre, chœur est de la cathédrale Saint-Jean de Besançon[8].
- Buste de George Sand, 1892, Paris, hôtel de ville.
- Paul Dupont, sénateur, 1880, localisation inconnue[réf. nécessaire].
- Sphinx, monument aux soldats français tués pendant la guerre, 1881, Bruxelles.
- Rabelais, 1883, localisation inconnue[réf. nécessaire].
- Enfant à la coquille, 1884, localisation inconnue[réf. nécessaire].
- Chasseur de crocodiles, Salon de 1886, groupe en bronze, Paris, ménagerie du Jardin des plantes[9]. Bronze fondu par Gruet.

Œuvres de Charles-Arthur Bourgeois
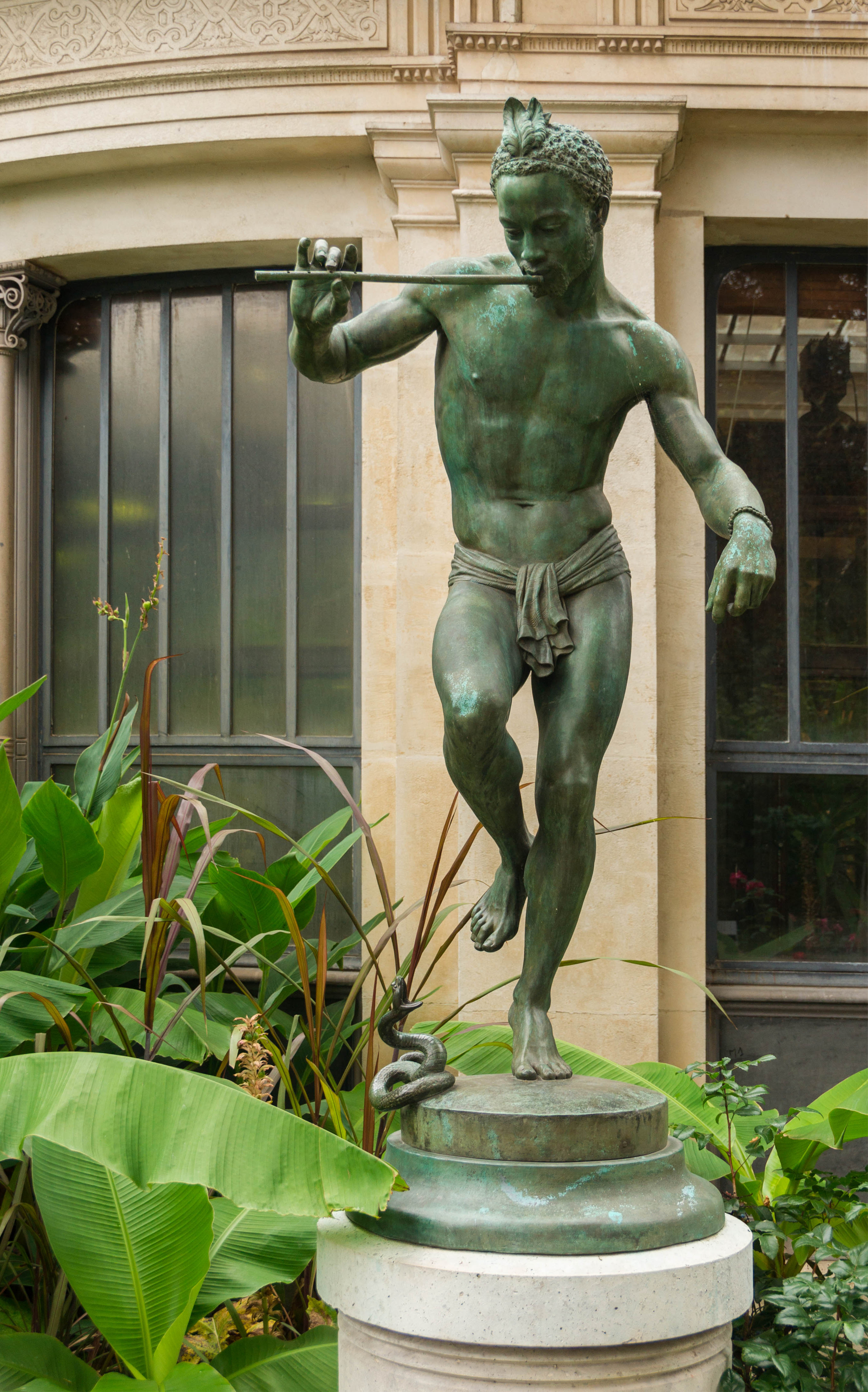
Charmeur de serpents (1862), Paris, ménagerie du Jardin des plantes.
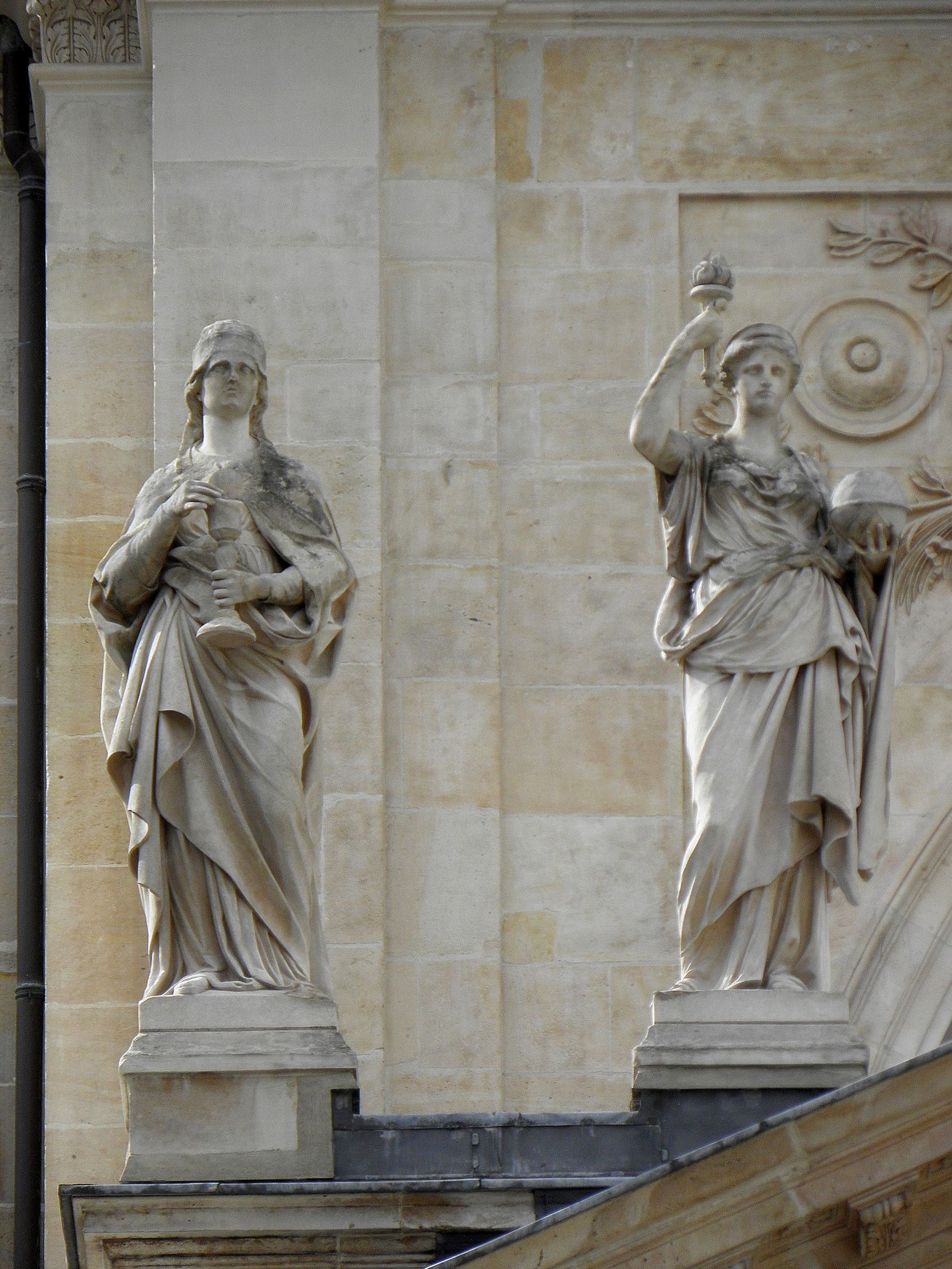
À gauche : La Religion (1875), Paris, chapelle de la Sorbonne, fronton de la façade septentrionale.
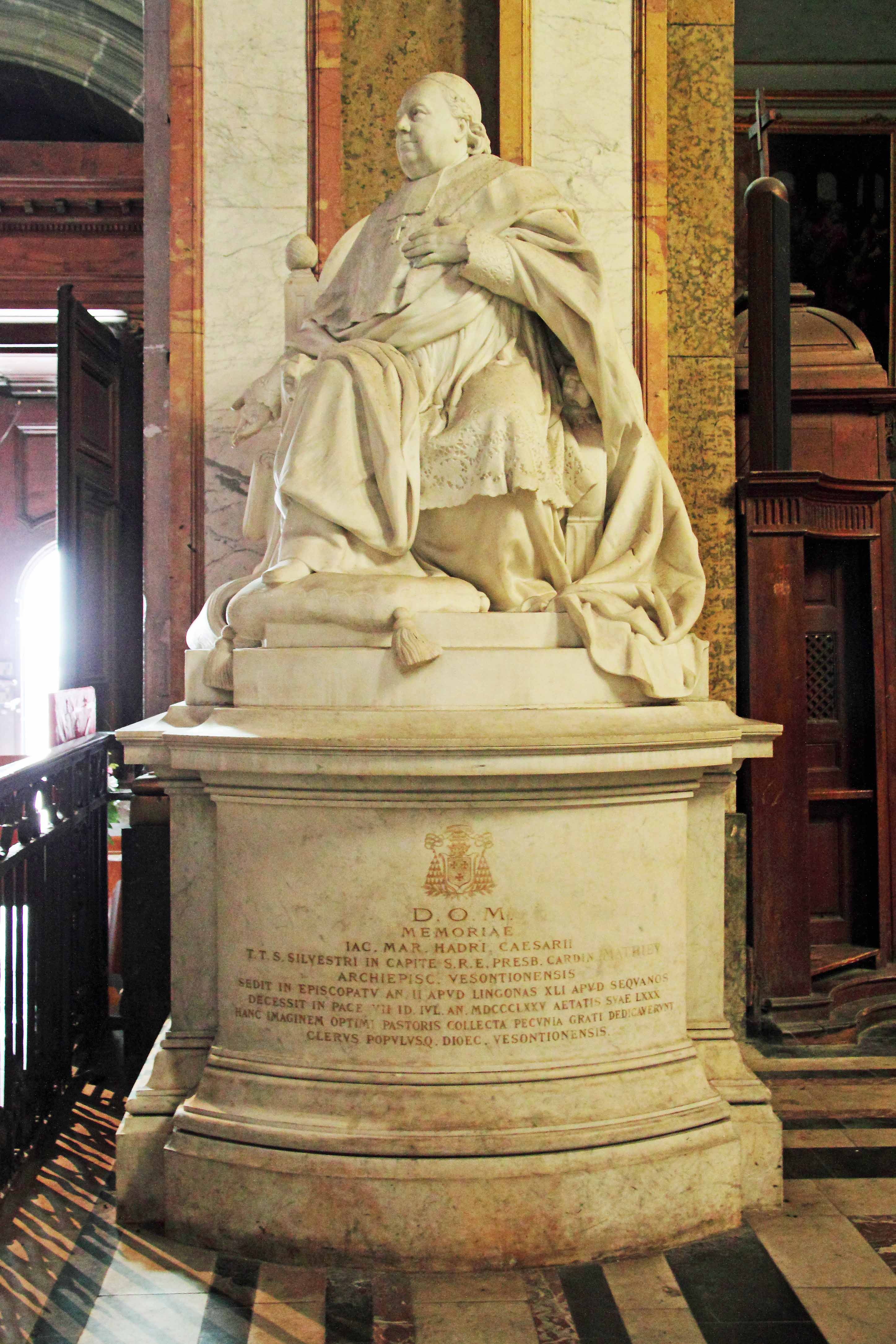
Le Cardinal Mathieu, archevêque de Besançon (1880), cathédrale Saint-Jean de Besançon.
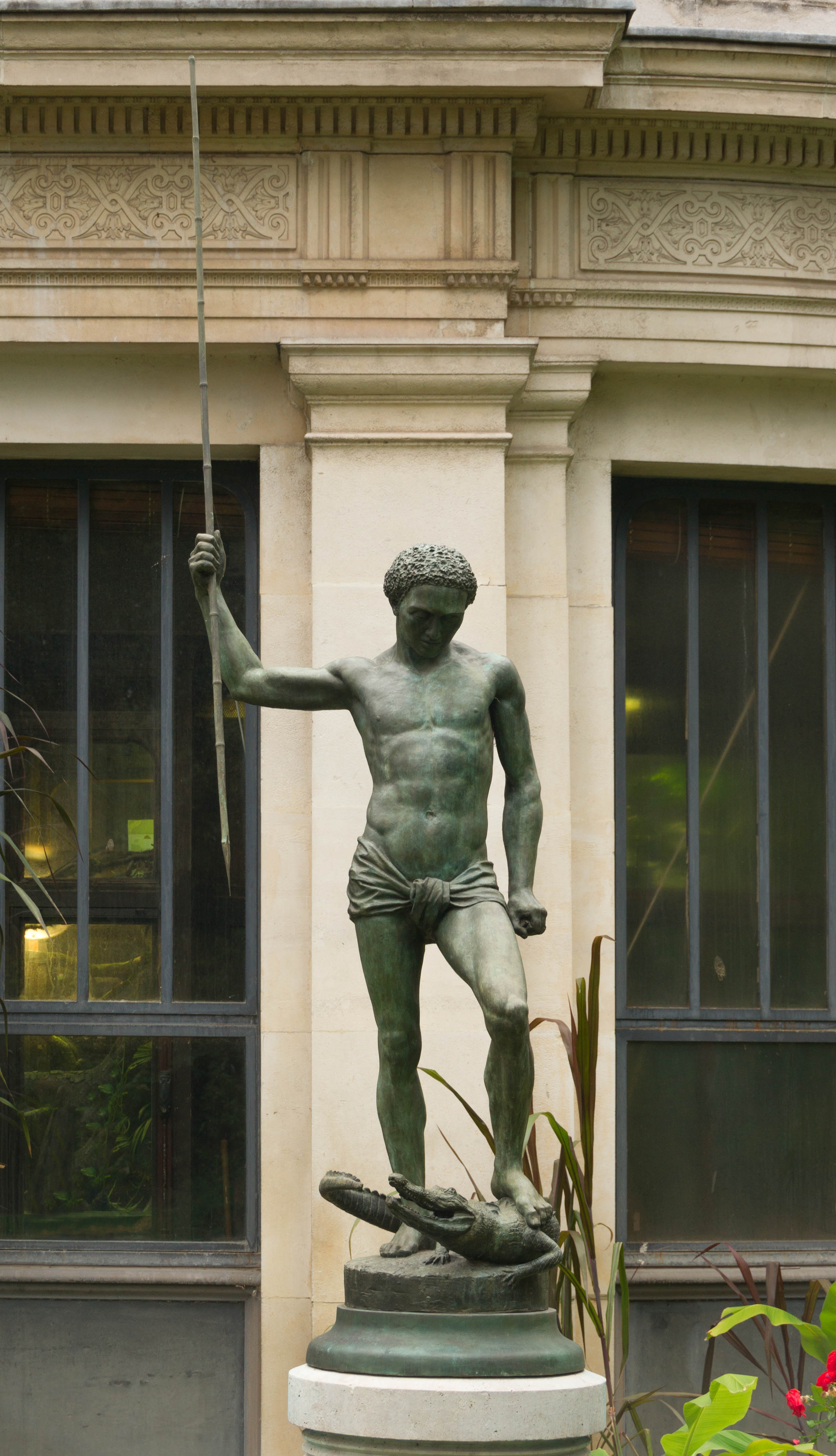
Chasseur de crocodiles (1886), Paris, ménagerie du Jardin des plantes.